# Nadagara vigaia
Nadagara vigaia là một loài bướm đêm trong họ Geometridae.